# Into Fat Air
Into Fat Air (с англ. — «В разрежённый воздух») — первая серия одиннадцатого сезона мультсериала «Гриффины». Премьерный показ состоялся 30 сентября 2012 года на канале FOX.

## Сюжет
Семья Гриффинов принимает вызов семьи, главой которой является бывший парень Лоис. Гриффины считают, что смогут утереть нос своим соперникам и принимают их «вызов» по восхождению на гору Эверест.
Взяв с собой всё самое необходимое, враждующие семьи встречаются у подножия горы. Гриффины, следуя совету Брайана, идут по Южному склону. Сам Брайан мечтает «пометить» вершину горы, объясняя Стьюи, что для него это очень важно.
Ужасные метеоусловия мешают Гриффинам осуществить свою мечту, но те, изнемогая от голода и холода, идут вперёд к своей цели. Забравшись на вершину Эвереста, Гриффины думают, что сумели обогнать соперников, но не тут-то было: они вот уже как час сюда забрались. Огорчённые поражением, герои спускаются вниз и видят, что их соперники остались на вершине, где начинается сильнейший буран.
От голода Гриффины не знают, что им делать, но вдруг им на пути встречается окаменевший от холода сын Фишманов — Бен. Брайан предлагает безумную идею: чтобы самим не умереть от голода, придётся съесть сына своих соперников.
Благополучно спустившись к подножию горы, Лоис понимает, что Фишманам нужна помощь: они могут погибнуть в горах. Рискуя своими жизнями, Гриффины помогают им выбраться из метели.
В самом конце герои садятся в вертолёт, и Питер равнодушно заявляет: «Ладно, отдыхайте, поправляйтесь, мы съели вашего сына. Полетел!»

## Критика
Эпизод получил смешанные отзывы. Специалисты из «The A.V. Club» дали оценку C. Картер Достон из «TV Fanatic» дал эпизоду 3,3 балла из 5.